# Sverige i fokus
Sverige i fokus var ett samhällsprogram som sändes under 2007 i TV8. Programledare var Karin Pettersson, chefredaktör för tidningen Fokus. Sverige i fokus innehöll förutom diskussioner med olika makthavare också inslagen "Presspanelen", där veckans viktigaste nyheter diskuterades av tre inbjudna politiska journalister, och "Det ryktas i Rosenbad" med journalisten och bloggaren Niklas Svensson.